# Дубница (Косјерић)
Дубница је насеље у Србији у општини Косјерић у Златиборском округу. Према попису из 2022. било је 77 становника.

## Демографија
У насељу Дубница живи 121 пунолетни становник, а просечна старост становништва износи 44,4 година (42,2 код мушкараца и 46,4 код жена). У насељу има 46 домаћинстава, а просечан број чланова по домаћинству је 3,09.
Ово насеље је великим делом насељено Србима (према попису из 2002. године), а у последња три пописа, примећен је пад у броју становника.
|  |

| Демографија | Демографија | Демографија |
| Година      | Становника  | Становника  |
| ----------- | ----------- | ----------- |
| 1948.       | 266         |             |
| 1953.       | 267         |             |
| 1961.       | 217         |             |
| 1971.       | 198         |             |
| 1981.       | 173         |             |
| 1991.       | 162         | 157         |
| 2002.       | 142         | 143         |

| Етнички састав према попису из 2002.‍ | Етнички састав према попису из 2002.‍ | Етнички састав према попису из 2002.‍ | Етнички састав према попису из 2002.‍ | Етнички састав према попису из 2002.‍ |
| ------------------------------------ | ------------------------------------ | ------------------------------------ | ------------------------------------ | ------------------------------------ |
|                                      |                                      |                                      |                                      |                                      |
| Срби                                 | Срби                                 |                                      | 140                                  | 98,59%                               |
| непознато                            | непознато                            |                                      | 2                                    | 1,40%                                |

| Година пописа     | 1948. | 1953. | 1961. | 1971. | 1981. | 1991. | 2002. |
| ----------------- | ----- | ----- | ----- | ----- | ----- | ----- | ----- |
| Број домаћинстава | 52    | 53    | 55    | 55    | 49    | 45    | 46    |

| Број чланова      | 1  | 2 | 3  | 4 | 5 | 6 | 7 | 8 | 9 | 10 и више | Просек |
| ----------------- | -- | - | -- | - | - | - | - | - | - | --------- | ------ |
| Број домаћинстава | 12 | 7 | 11 | 4 | 7 | 4 | 0 | 1 | 0 | 0         | 3,09   |

| Пол    | Укупно | Неожењен/Неудата | Ожењен/Удата | Удовац/Удовица | Разведен/Разведена | Непознато |
| ------ | ------ | ---------------- | ------------ | -------------- | ------------------ | --------- |
| Мушки  | 59     | 15               | 40           | 1              | 3                  | 0         |
| Женски | 65     | 11               | 36           | 13             | 2                  | 3         |
| УКУПНО | 124    | 26               | 76           | 14             | 5                  | 3         |

| Пол    | Укупно                    | Пољопривреда, лов и шумарство | Рибарство                            | Вађење руде и камена | Прерађивачка индустрија       |
| ------ | ------------------------- | ----------------------------- | ------------------------------------ | -------------------- | ----------------------------- |
| Мушки  | 32                        | 16                            | 0                                    | 0                    | 6                             |
| Женски | 18                        | 9                             | 0                                    | 0                    | 4                             |
| УКУПНО | 50                        | 25                            | 0                                    | 0                    | 10                            |
| Пол    | Производња и снабдевање   | Грађевинарство                | Трговина                             | Хотели и ресторани   | Саобраћај, складиштење и везе |
| Мушки  | 1                         | 5                             | 1                                    | 0                    | 3                             |
| Женски | 0                         | 0                             | 5                                    | 0                    | 0                             |
| УКУПНО | 1                         | 5                             | 6                                    | 0                    | 3                             |
| Пол    | Финансијско посредовање   | Некретнине                    | Државна управа и одбрана             | Образовање           | Здравствени и социјални рад   |
| Мушки  | 0                         | 0                             | 0                                    | 0                    | 0                             |
| Женски | 0                         | 0                             | 0                                    | 0                    | 0                             |
| УКУПНО | 0                         | 0                             | 0                                    | 0                    | 0                             |
| Пол    | Остале услужне активности | Приватна домаћинства          | Екстериторијалне организације и тела | Непознато            | Непознато                     |
| Мушки  | 0                         | 0                             | 0                                    | 0                    | 0                             |
| Женски | 0                         | 0                             | 0                                    | 0                    | 0                             |
| УКУПНО | 0                         | 0                             | 0                                    | 0                    | 0                             |